# Asociación Atlética Luján de Cuyo
La Asociación Atlética Luján de Cuyo, o simplemente Luján de Cuyo, fue un club de fútbol del departamento de Luján de Cuyo, en Mendoza, Argentina. Fue fundado el 4 de julio de 2000 y disuelto en el año 2010. Llegó a participar en el Torneo Argentino A y B a nivel nacional.  
Jugaba en el Estadio Jardín del Bajo (actual estadio de Luján Sport Club) que tiene una capacidad aproximada para albergar a 8000 espectadores.

## Historia

### Fundación
La Asociación Atlética Luján de Cuyo resulta de la fusión de tres clubes del mismo departamento de la provincia de Mendoza: Luján Sport Club, Academia Chacras de Coria Fútbol y el Club Mayor Drummond.
La fusión se produjo el 4 de julio de 2000, después de que Chacras de Coria lograra ganar el Torneo Argentino B de la temporada 1999/2000 y ascender al Torneo Argentino A.

### Torneo Argentino A
La Asociación Atlética Luján de Cuyo llegó a disputar 8 temporadas de este torneo. Logró estar a un paso de ascender a la Primera B Nacional y fue en el Torneo Argentino A de las temporadas 2002/2003 y 2004/2005: 
- En la temporada 2002/03 en el Apertura Luján de Cuyo no logró clasificar en la fase de grupos (Zona Cuyo) donde terminó 3° con 14 puntos, producto de 4 victorias, 2 empates, 4 derrotas, 16 goles a favor y 11 en contra. Ya en el torneo Clausura todo fue diferente, el club clasificó primero en la Zona Cuyo con 20 puntos, producto de 6 victorias, 2 empates, 2 derrotas, 17 goles a favor y 7 en contra, por lo que clasificó a los play-offs de los cuartos de final donde enfrentó a Cipolletti con el que empató 1-1 y al que le ganó 2-0 (global 3-1) clasificando así a las semifinales donde luchó contra Aldosivi al que le ganó primero 2-1 y con el que perdió después 2-1 (global 3-3) por lo que fueron a los penales y allí se impuso el Viole por 4-3 y llegaba a la final. Esta última la disputó contra Tiro Federal donde el primer partido jugado en Mendoza terminó suspendido por incidentes a los 30 minutos por lo que se lo dio por ganado al partido a Tiro Federal por 1-0. La vuelta se jugó un 8 de junio de 2003 donde el partido terminó 1-1 (global 2-1 a favor de Tiro Federal) por lo que Luján de Cuyo quedaba eliminado a las puertas de disputar la final del torneo entre el ganador del Apertura y del Clausura y luchar por el ascenso al Nacional B.[1]

- En la temporada 2004/05 Luján terminó primero en la tabla clasificatoria del Apertura en la Zona B (Cuyo), donde enfrentó rivales como Desamparados, Independiente Rivadavia, General Paz Juniors y Juventud Unida (SL). Hizo 21 puntos producto de 6 victorias, 3 empates, 1 derrota, 15 goles a favor y 9 en contra, por lo que clasificó a los play-offs de los cuartos de final, donde enfrentó a Aldosivi al que le ganó 1-0 y 3-1 (global 4-1 a favor del Viole) logrando pasar a las semifinales donde volvió a enfrentar a Desamparados con el que perdió 1-0 y luego lo venció 1-0 (global 1-1) por lo que definieron la serie por penales donde se impuso el equipo sanjuanino por 5-4, por este motivo el Violeta se vio obligado a jugar la zona Reválida del Apertura, la cual ganó, ya que enfrentó primero y nuevamente a General Paz Juniors con el que perdió 2-1 y luego le ganó 3-0 (global 4-2), y luego en la semifinal a Atlético Tucumán con el que empató 0-0 y después lo venció por 1-0 (global 1-0). En la final de dicha Zona, Luján de Cuyo se enfrentó a Atlético Candelaria con el que perdió primero 1-0 y luego lo venció un 26 de diciembre de 2004 por 2-0 (global 2-1) ganando así la Zona Reválida. En el Torneo Clausura, Luján de Cuyo, volvió a terminar primero en la fase de grupos o clasificatoria de la Zona B (Cuyo), con 18 puntos, producto de 5 victorias, 3 empates, 2 derrotas, 16 goles a favor y 9 goles en contra. Debido a esto clasificó a los cuartos de final donde enfrentó a Guillermo Brown de Puerto Madryn con el que perdió 1-0 y luego le ganó 3-1 (global 3-2 a favor del Viole) por lo que accedió a jugar las semifinales y le tocó jugar con Aldosivi con el que perdió primero 2-1 y luego 3-1 (global 5-2 a favor del Tiburón) por lo que el Violeta debió jugar nuevamente la Zona Reválida pero esta vez del Clausura, donde enfrentó a Desamparados con el que empató 0-0 y luego le ganó por 1-0 (global 1-0 a favor de Luján), accediendo a la semifinal de esta llave donde al igual que en el Apertura enfrentó a Atlético Tucumán al cual le ganó 4-2 en los penales después de empatar primero 0-0 en la ida y en la vuelta 2-2. El Viole jugó la final de la Zona Reválida frente a Douglas Haig y la perdió tras caer por 4-2 en los penales después de haber empatado primero 0-0 y luego 2-2. Debido a que Luján ganó la Zona Reválida del Apertura debió jugar nuevamente ante Douglas Haig (ganador Reválida del Clausura) para definir el campeón final de la Zona Reválida; el primer encuentro lo ganó el Violeta por 2-1 y el segundo también pero por 3-2 (global 5-3) accediendo así a la promoción de ascenso del Torneo Argentino A donde enfrentó por tercera vez en la temporada a Aldosivi con el que empató tanto en la ida como en la vuelta 1-1 (global 2-2) por lo que debieron ir a la definición por penales donde el Tiburón marplantense se impuso por 4-1 e imposibilitó a Luján de Cuyo ascender a la Primera B Nacional. Esta temporada el Violeta culminó una excelente campaña terminando segundo en la tabla general con 39 puntos, producto de 11 victorias, 6 empates, 3 derrotas, 31 goles a favor y 18 goles en contra.[2]

### Descenso al Torneo Argentino B
Tras sufrir una profunda crisis (Ver La disolución) en el transcurso de la temporada 2007/08 del Argentino A el club debió jugar con un plantel de jugadores provenientes de las inferiores, los cuales no pudieron hacer pie a pesar de sus esfuerzos en el Torneo Argentino A y terminaron en la Zona de Promoción por no descender. El club debió enfrentar a Central Córdoba con el que perdió 4-0 de visitante y con el que empató 1-1 de local (global 5-1 a favor del Ferroviario) por lo que un 29 de junio de 2008 la Asociación Atlética Luján de Cuyo descendió al Torneo Argentino B, tras ocho (8) años ininterrumpidos en la categoría.

### Descenso a la Liga Mendocina de Fútbol
En la temporada 2008/09 del Argentino B el club casi desciende después de terminar último en la zona de grupos: Zona 5 (Cuyo) por lo que debió disputar un triangular para ver quien jugaba la promoción por no descender con Central Norte y Tiro Federal (Morteros) donde Luján terminaría último al perder con los dos equipos por lo que debía jugar la promoción por no descender y lo hizo contra San Jorge con el cual perdió 2-0 en Santa Fe
y al cual le ganó 5-2 en Mendoza (global 5-4 a favor del Violeta) por lo que un 30 de junio de 2009 Luján de Cuyo se mantenía en el Torneo Argentino B.
En la temporada 2009/10 del Argentino B siguió con problemas futbolísticos debido a la crisis sufrida en 2007 y terminó en la tabla general en zona promoción por no descender con 24 puntos, producto de 6 victorias, 6 empates, 16 derrotas, 24 goles a favor y 46 goles en contra, pero debido a que el club no pudo afrontar los correspondientes pagos de planillas y árbitros en partidos anteriores, el Consejo Federal decide aplicarle una quita de 42 puntos por lo que condena a la Asociación Atlética Luján de Cuyo a descender directamente a la Liga Mendocina de Fútbol.

### La disolución
Todo comienza a partir del año 2007 cuando los representantes de uno de los clubes fusionados, más precisamente los de Chacras de Coria, encabezado por el señor Savina intentan dar un paso al costado y disolver la asociación ya que circulaba el rumor de una suerte de fusión de esta última con Huracán Las Heras, pero la misma fracasa ya que desde la AFA argumentan reconocer la plaza del Torneo Argentino A a la Asociación Atlética Luján de Cuyo y no a Chacras de Coria que había conseguido la plaza en el año 2000. A fines de 2007 el club sufre una profunda crisis económica y dirigencial, después de que Eduardo Bauzá (creador y gerenciador de la asociación), abandonara la institución y la dejara prácticamente en quiebra, por lo que el cuerpo técnico y los jugadores de la primera de ese entonces debieron renunciar ante la falta de avales en el pago de sueldos.
La efectiva desaparición del club se produce a fines del año 2010 cuando el club en lo futbolístico se hallaba disputando únicamente la Liga Mendocina de Fútbol, después de haber sufrido dos descensos consecutivos, por lo que quedaron por un lado Luján Sport Club y por el otro la Academia Chacras de Coria Fútbol y el Club Mayor Drummond .

## Jugadores
Del semillero de la Asociación Atlética Luján de Cuyo salieron futbolistas destacados como: 
- Cristian Lucchetti
- Lucas Martínez
- Sebastián Longo

Además vistieron las camiseta violeta jugadores como: 
- Julio Chiarini
- Leonardo Ramos
- Mariano Echeverría
- Ernesto Pedernera